# Aeroporto di Norimberga
L'Aeroporto di Norimberga è un aeroporto situato a 5 km dal centro di Norimberga, in Germania. Dopo l'Aeroporto internazionale di Monaco di Baviera è l'aeroporto più grande della Baviera. Nella classifica degli aeroporti più importanti della Germania assume il decimo posto, in Europa il 67º posto.

## Luogo e infrastruttura

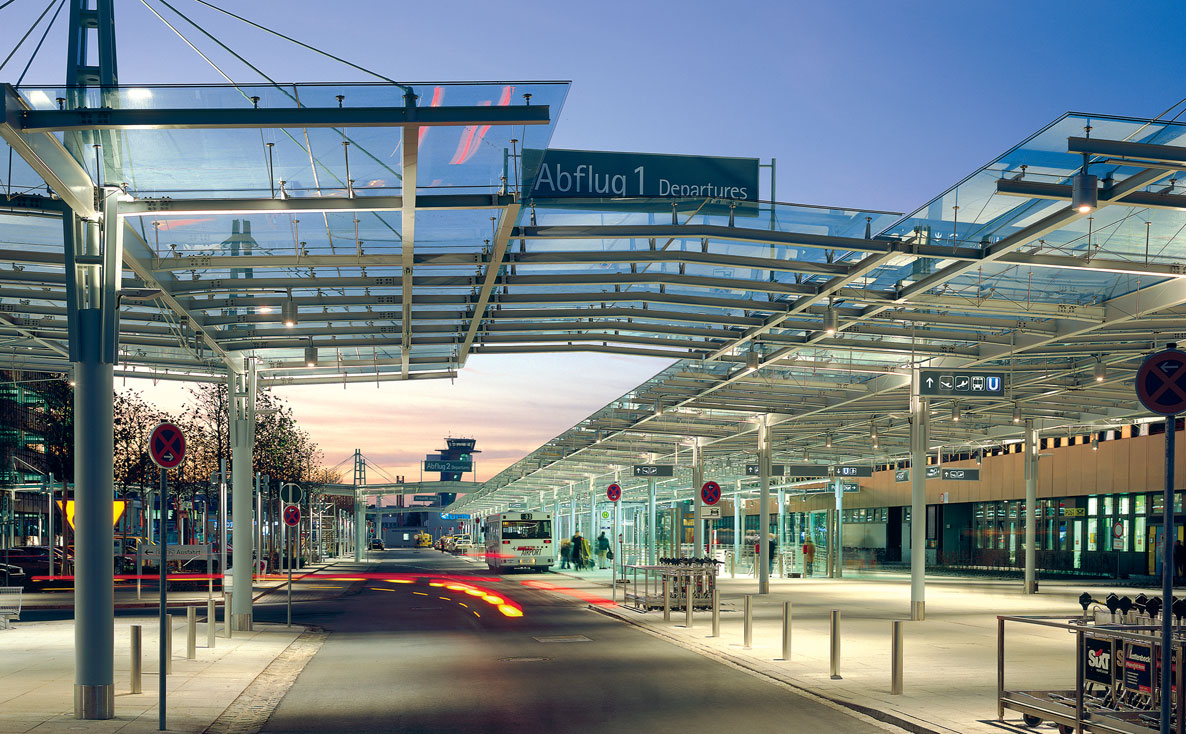
ingresso dell'aeroporto

L'aeroporto si trova sette chilometri a nord della città, vicino alla frazione ‘'Ziegelstein'’. È servito dalla stazione "Flughafen" della metropolitana, capolinea settentrionale della linea U2. Ci vogliono 12 minuti per raggiungere l'aeroporto dalla stazione centrale. Circolano anche autobus, tra di loro una linea fino a ‘'Thon'’ con accesso alla S-Bahn.
Usando la strada B4 attraverso Ziegelstein e poi la B2 si raggiunge l'autostrada A3.
Con il taxi ci vuole un quarto d'ora per arrivare in centro, costa circa 16 euro. Inoltre sono presenti gli autonoleggi Avis, Hertz, Europcar e Sixt.

## Storia

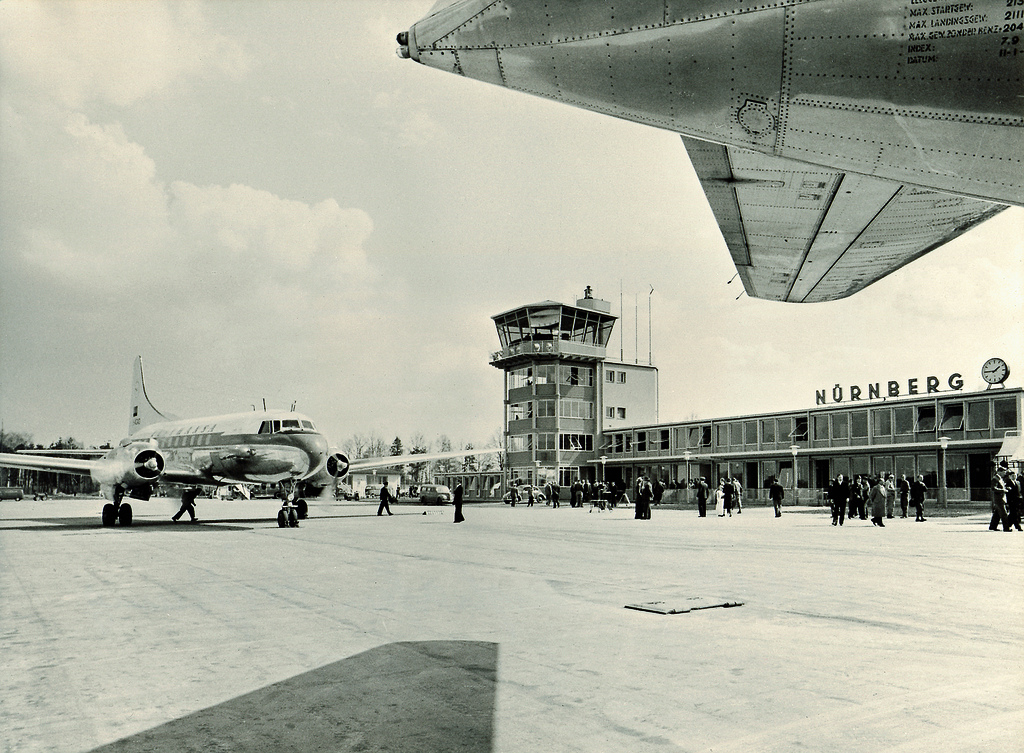
L'aeroporto di Norimberga durante l'inaugurazione del 6 aprile 1955

Nel 1933 fu inaugurato il primo aeroporto di Norimberga al Marienberg, prima si usava un aeroporto a Fürth che oggi non esiste più. Nel 1943, l'aeroporto fu distrutto. Dopo la guerra gli americani usavano il Reichsparteitagsgelände come pista d'atterraggio.
L'aeroporto odierno fu costruito nel 1955. Fu il primo aeroporto ad essere costruito dopo la guerra. Accoglieva più di 100.000 passeggeri all'anno già nel 1960, nel 1961 la pista fu allungata da 1.900 a 2.300 metri, e nel 1968 alla lunghezza di oggi (2.700 metri). Così era abbastanza lunga per i Jumbo Jet (Boeing 747), il primo atterrò il 12 luglio 1970.
Nel 1977 fu ampliata l'area davanti all'aeroporto, e un terminal con terrazza e ristorante sostituì l'edificio usato fino ad allora. Nel 1986 l'aeroporto raggiunse per la prima volta più di un milione di passeggeri.
Air Berlin cominciò a usare l'aeroporto come hub nell'inverno 1997/1998. Oggi, Norimberga è dopo Palma di Maiorca l'hub più importante di Air Berlin. Nel 1999 furono inaugurate sia la nuova torre di controllo, sia la stazione per la metropolitana.
L'edificio per le partenze fu ampliato nel 2002, un anno dopo fu inaugurato il Cargo-Center CCN 2. Nel 2006 seguirono un impianto automatico per smistare le valigie e un Transfer-Control-Terminal.

## Impianti dell'aeroporto

### Capacità
L'aeroporto di Norimberga è fra i dieci aeroporti più grandi della Germania, trasportando circa 4 milioni di passeggeri e 100.000 tonnellate di merci all'anno. Nel 2009 furono effettuati esattamente 71.217 decolli e atterraggi.

### Pista di atterraggio
La pista di atterraggio e decollo è lunga 2.700 metri e larga 45 metri. Anche aerei grandi, tipo il Boeing 747 o l'Antonov 124 possono atterrare a Norimberga, ma l'aeroporto non ha la certificazione per l'Airbus A380.

### Edifici per passeggeri
C'è un terminal per i passeggeri con due edifici per le partenze e uno per gli arrivi. Per la spedizione di merci si usa il Cargo Center Nürnberg (CCN).

#### Terminal
L'ampliamento del terminal, la Hall 2, fu inaugurato il 30 aprile 1992 e fu costruito per ospitare fino a 2,8 milioni di passeggeri all'anno. La capacità del terminal in totale è attualmente sui 5 milioni di passeggeri annuali.
Il 25 gennaio 2007 è stato inaugurato il cosiddetto TCT (Transfer Control Terminal), necessario per le regole europee secondo le quali i passeggeri dai paesi non Schengen devono essere controllati interamente prima di mescolarsi con altri passeggeri.
Per il 2012 è in progetto un altro ampliamento del terminal.

#### Cargo Center
L'attività del Terminal per la spedizione (CCN, Cargo Center Nürnberg) cominciò nel 1987. All'inizio erano previste 33.000 tonnellate di merci all'anno, ma con la riunificazione della Germania e la fine della guerra fredda l'importanza di Norimberga e del suo aeroporto aumentò. Un altro vantaggio di questo aeroporto è che i voli notturni sono permessi. Il terminal fu allargato nel 2003. Dal 2004, però, le poste tedesche non usano più l'aeroporto di Norimberga per la spedizione della posta aerea che fino a quel momento era 548 tonnellate all'anno.

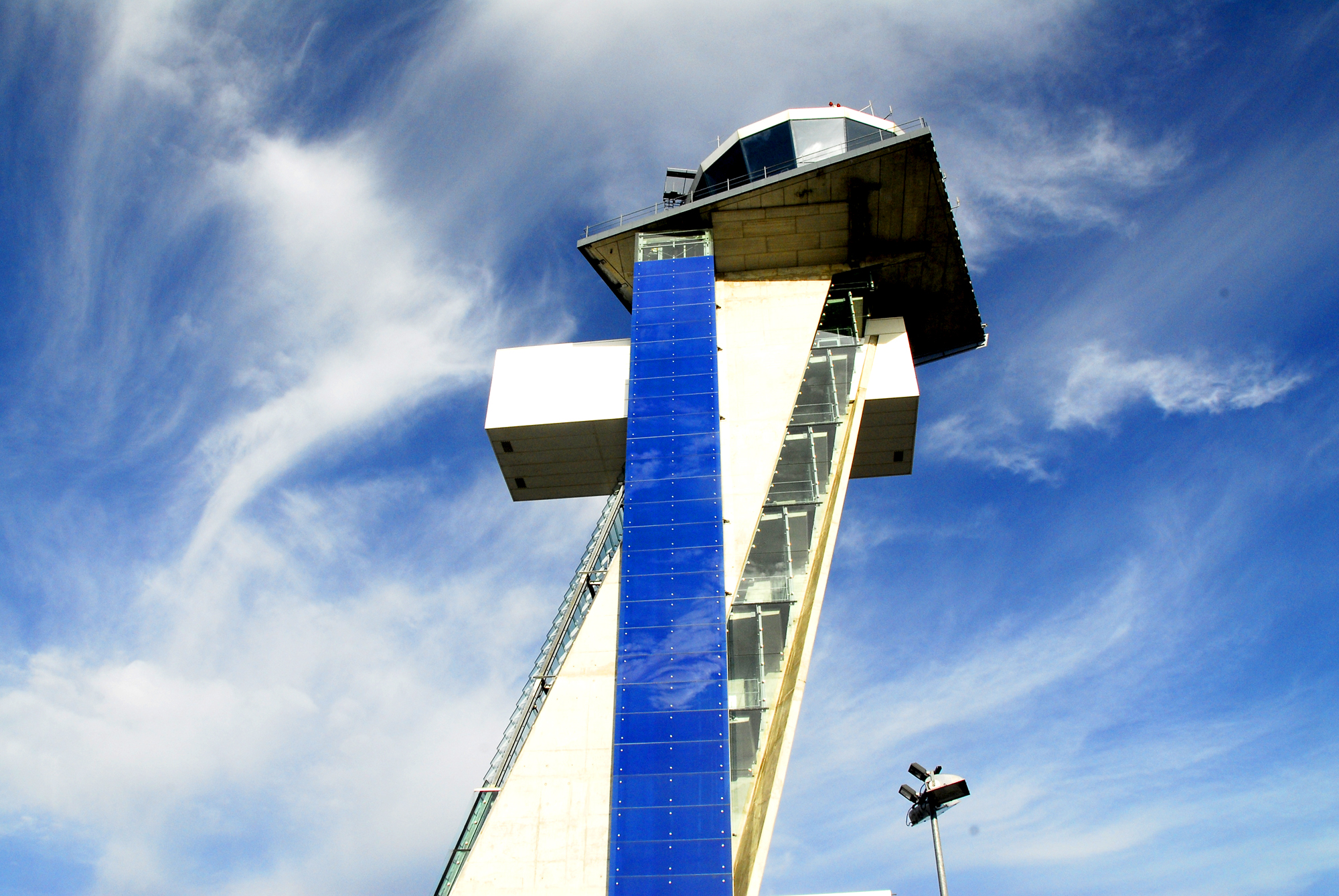
Il simbolo dell'aeroporto

### Torre di controllo
La torre di controllo, disegnata dall'architetto Günter Behnisch di Stoccarda, è diventata il simbolo dell'aeroporto. La decisione di costruire una torre nuova è stata presa nel 1995, la torre vecchia era alta solo 18 metri ed era quindi troppo bassa.

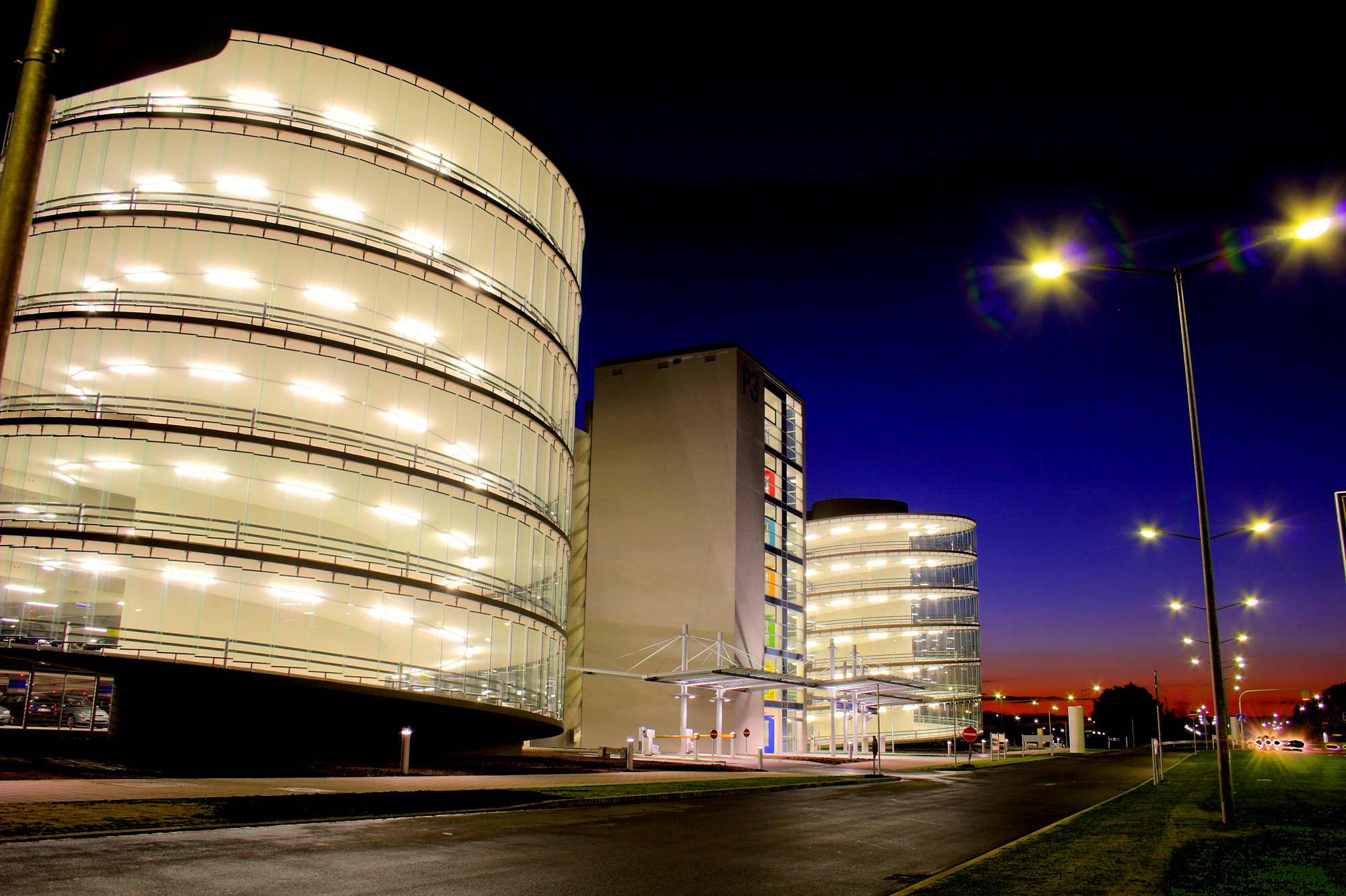
Il nuovo autosilo P3

### Parcheggi
L'aeroporto dispone di circa 9.000 parcheggi, ultimamente è stato finito il P3 con 2.200 posti auto. L'autosilo P3 ha sette piani ed è costato circa 16,6 milioni di euro. Da tutti i parcheggi disponibili ci vogliono meno di 5 minuti per arrivare al terminal a piedi.

## Ampliamenti e piani per il futuro

### Collegamento all'autostrada
Già da tempo si progetta una connessione diretta con l'autostrada A3, preferibilmente con una galleria sotto la pista d'atterraggio. Il progetto costerebbe circa 52 milioni di euro. Le motivazioni dei contrari al progetto sono: un bosco vicino dovrebbe essere distrutto, e poi la strada attuale, che attraversa l'abitato di Ziegelstein, non tocca i suoi limiti di capacità. Nel febbraio 2010 gli assessori di Norimberga hanno deciso di rimandare il progetto di 3 anni.

### Riqualificazione della pista di atterraggio e decollo
Dal luglio 2009 la pista di atterraggio e decollo viene rifatta a passi. Fino al 2015 si riqualifica la pista, che ha più di 50 anni, pezzo dopo pezzo usando tecniche nuove.

### Airport Business Center
Vicino all'aeroporto, per la precisione alla rotonda, è in progetto un albergo con spazio per uffici e riunioni.

## Numeri
| Anno | Anno |  | Passeggeri in transito | Passeggeri in transito |
| ---- | ---- |  | ---------------------- | ---------------------- |
| 2023 | 2023 |  | 3 923                  | 3 923                  |
| 2022 | 2022 |  | 3 272                  | 3 272                  |
| 2021 | 2021 |  | 1 063                  | 1 063                  |
| 2020 | 2020 |  | 916                    | 916                    |
| 2019 | 2019 |  | 4 112                  | 4 112                  |
| 2018 | 2018 |  | 4 467                  | 4 467                  |
| 2017 | 2017 |  | 4 186                  | 4 186                  |
| 2016 | 2016 |  | 3 485                  | 3 485                  |
| 2015 | 2015 |  | 3 385                  | 3 385                  |
| 2014 | 2014 |  | 3 260                  | 3 260                  |
| 2013 | 2013 |  | 3 315                  | 3 315                  |
| 2012 | 2012 |  | 3 602                  | 3 602                  |
| 2011 | 2011 |  | 3 963                  | 3 963                  |
| 2010 | 2010 |  | 4 074                  | 4 074                  |
| 2009 | 2009 |  | 3 970                  | 3 970                  |
| 2008 | 2008 |  | 4 274                  | 4 274                  |
| 2007 | 2007 |  | 4 244                  | 4 244                  |
| 2006 | 2006 |  | 3 965                  | 3 965                  |
| 2005 | 2005 |  | 3 848                  | 3 848                  |
| 2004 | 2004 |  | 3 654                  | 3 654                  |
| 2003 | 2003 |  | 3 296                  | 3 296                  |
| 2002 | 2002 |  | 3 213                  | 3 213                  |
| 2001 | 2001 |  | 3 196                  | 3 196                  |

| anno | passeggeri | passeggeri voli di linea | passeggeri turismo | spostamenti di aerei | impiegati | spedizioni (in tonnellate) |
| ---- | ---------- | ------------------------ | ------------------ | -------------------- | --------- | -------------------------- |
| 2022 | 3.278.239  | 2.109.667                | 1.122.091          | 48.303               | 4.300     | 5.584                      |
| 2021 | 1.063.153  | 571.453                  | 460.840            | 33.094               | 4.100     | 7.935                      |
| 2020 | 917.296    | 632.303                  | 244.008            | 30.059               | 4.300     | 6.882                      |
| 2019 | 4.111.670  | 2.953.754                | 1.104.126          | 61.456               | 4.379     | 7.179                      |
| 2017 | 4.186.961  | 3.020.590                | 1.110.583          | 64.111               | 4.133     | 8.120                      |
| 2016 | 3.484.622  | 2.323.125                | 1.104.595          | 59.602               | 4.022     | 5.940                      |
| 2015 | 3.385.000  | 2.149.546                | 1.176.429          | 60.000               | 3.300     | 41.350                     |
| 2014 | 3.260.000  | 2.117.890                | 1.092.108          | 61.257               | 3.300     | 103.076                    |
| 2013 | 3.314.524  | 2.145.625                | 1.126.438          | 62.644               | 3.300     | 90.973                     |
| 2012 | 3.602.459  | 2.092.020                | 1.451.400          | 64.391               | 3.472     | 99.355                     |
| 2011 | 3.962.617  | 2.209.975                | 1.723.482          | 67.720               | 4.000     | 107.123                    |
| 2010 | 4.073.819  | 2.154.170                | 1.844.593          | 70.778               | 4.117     | 107.100                    |
| 2009 | 3.969.857  | 2.054.635                | 1.850.654          | 71.217               | 4.000     | 80.159                     |
| 2008 | 4.274.222  | 2.266.000                | 1.963.000          | 76.768               | 4.083     | 104.606                    |
| 2007 | 4.244.115  | 2.241.115                | 2.003.000          | 81.082               | 4.239     | 106.982                    |
| 2006 | 3.965.357  | 1.923.381                | 1.960.005          | 78.043               | 4.131     | 98.264                     |
| 2005 | 3.847.646  | 1.606.065                | 2.163.271          | 76.111               | 4.070     | 80.664                     |
| 2004 | 3.653.569  | 1.395.920                | 2.160.934          | 71.818               | 3.958     | 71.030                     |
| 2003 | 3.296.267  | 1.304.371                | 1.916.526          | 73.233               | 3.790     | 66.519                     |
| 2002 | 3.213.444  | 1.336.072                | 1.877.372          | 77.854               | 3.769     | 65.158                     |
| 2001 | 3.195.818  | 1.492.818                | 1.703.000          | 83.811               | 3.690     | 57.302                     |

## Attività online
L'aeroporto si presenta su YouTube e pubblica video di informazione e di attrazioni dell'aeroporto. Pubblica aggiornamenti anche su Twitter e Facebook.
Via cellulare è possibile ricevere aggiornamenti sulle partenze e arrivi di voli scelti in anticipo.
Inoltre è disponibile una webcam dell'aeroporto.